# Xã Ravinia, Quận Brown, Nam Dakota
Xã Ravinia (tiếng Anh: Ravinia Township) là một xã thuộc quận Brown, tiểu bang Nam Dakota, Hoa Kỳ. Năm 2010, dân số của xã này là 373 người.